# Wilhelm List
Wilhelm List (Illerkirchberg, 14 mei 1880 – Garmisch-Partenkirchen, 17 augustus 1971) was een Duits generaal-veldmaarschalk tijdens de Tweede Wereldoorlog.
List was officier tijdens de Eerste Wereldoorlog en bleef ook na de oorlog in de Reichswehr, het fors gereduceerde leger van de Weimarrepubliek. Na de Anschluss in 1938 was hij verantwoordelijk voor de integratie van het Oostenrijkse leger, het Bundesheer, in de Wehrmacht.
In 1939 voerde List het bevel over het Veertiende Leger in Polen en van 1939 tot 1940 over het Twaalfde Leger in Frankrijk en Griekenland. In 1942 was hij korte tijd opperbevelhebber van Heeresgruppe A aan het oostfront. Hij werd op 10 september 1942 uit zijn ambt ontheven omdat hij had getracht Hitler ervan te overtuigen dat de Sovjettroepen sterker waren dan de Führer dacht en dat zijn oorlogsplannen ondoordacht waren. Nadien speelde List geen rol van betekenis meer in het Duitse leger.
List werd in februari 1948 vervolgd tijdens de militaire Processen van Neurenberg en veroordeeld tot levenslange opsluiting. Zijn gratieverzoek werd op 31 januari 1951 afgewezen. Hij kwam echter wegens een zwakke gezondheid vervroegd vrij in december 1952. List overleed bijna 19 jaar later, op 91-jarige leeftijd.

## Militaire loopbaan
- Kadett: 1898[6]
- Fähnrich: 8 februari 1899[4][7]
- Leutnant: 7 maart 1900[4][6][7]
- Oberleutnant: 9 maart 1908[4][7]
- Hauptmann: 22 maart 1913[4][7]
- Major: 26 september 1919[4][7] - januari 1918[6]
- Oberstleutnant: 1 oktober 1923[4][7]
- Oberst: 1 maart 1927[4][6][7]
- Generalmajor: 1 november 1930[4][7][8] - 1 oktober 1930[6]
- Generalleutnant: 1 oktober 1932[4][6][7][8]
- General der Infanterie: 1 oktober 1935[4][6][7][8]
- Generaloberst: 20 april 1939[4][7][8] - 1 april 1939[6]
- Generalfeldmarschall: 19 juli 1940[4][6][7][8]

## Decoraties
- Ridderkruis van het IJzeren Kruis op 30 september 1939 als Generaloberst en Opperbevelhebber van het 14e Leger[4][6][7][8][9]
- IJzeren Kruis 1914, 1e en 2e Klasse[4][7][10]
- Herhalingsgesp bij IJzeren Kruis 1939, 1e (21 september 1939)[7] en 2e Klasse (16 september 1939)[4][7]
- Gewondeninsigne 1918 in zwart[4][10] op 1 juli 1918[7]
- Ridderkruis in de Huisorde van Hohenzollern met Zwaarden[4][10] op 27 november 1917[7]
- Orde van Militaire Verdienste (Beieren), 4e Klasse met Zwaarden en Kroon[4][10] op 17 november 1914[7]
- Frederiks-Orde[7][10]
- Kruis voor Militaire Verdienste (Oostenrijk-Hongarije), 3e Klasse met Oorlogsdecoratie[4][10] op 3 juli 1917[7]
- Grootofficier in de Militaire Orde van Verdienste (Bulgarije)[4][10]
- Erekruis voor Frontstrijders in de Wereldoorlog[4] op 13 december 1934
- Dienstonderscheiding van Leger en Marine (25 dienstjaren)[4] op 2 oktober 1936[7]
  - Eikenloof (40 dienstjaren)[4] op 9 september 1939[7]
- Medaille ter Herinnering aan de 13e Maart 1938[4] op 20 april 1939[7]
- Anschlussmedaille met gesp “Prager Burg”[4] op 22 mei 1939[7]
- Orde van Michaël de Dappere, 2e en 3e Klasse[4] 3 juli 1942[7]
- Orde van het Oorlogskruis 1e Klasse met Ster op 26 november 1940[7]
- Grootkruis in de Orde van de Italiaanse Kroon op 2 augustus 1938[7]
- Grootcommandeur in de Orde van Verdienste (Hongarije) met Ster op 26 september 1938[7]

Werner von Blomberg · Hermann Göring · Walther von Brauchitsch · Albert Kesselring · Wilhelm Keitel · Günther von Kluge · Wilhelm Ritter von Leeb · Fedor von Bock · Wilhelm List · Erwin von Witzleben · Walter von Reichenau · Erhard Milch · Hugo Sperrle · Gerd von Rundstedt · Erwin Rommel · Georg von Küchler · Erich von Manstein · Friedrich Paulus · Ewald von Kleist · Maximilian von Weichs · Ernst Busch · Wolfram von Richthofen · Walter Model · Ferdinand Schörner · Robert von Greim · Eduard von Böhm-Ermolli (titulair)
- Gemeinsame Normdatei: 128569697
- International Standard Name Identifier: 0000 0000 4213 8527
- Library of Congress Control Number: no97030783
- Virtual International Authority File: 72447754
- WorldCat: E39PBJwMCfBRdF4bQr34DhTmBP